# 傑里 (奧克拉荷馬州)
傑里（英語：Jay）是美国奧克拉荷馬州特拉華縣的一座城市，根据2000年的人口普查该市有居民2,482人，它是特拉華縣的县府。傑里最著名的人物是前重重量级拳击世界冠军和著名影星约翰·韦恩的曾侄子托米·莫里森。每年七月该市举办越橘节。

## 地理
傑里的地理位置为北纬36°25'26"，西经94°47'52"。
根据美国人口调查局数据傑里的总面积为8.4平方公里，全部为陆地面积。

## 人口
根据2000年的人口普查傑里共有2,482名居民，分954个户、609个家庭，其人口密度为每平方公里296.7人。其中54.43%的人是白人、0.56%是美国黑人、36.50%是美洲土著人、0.04%是亚洲人、1.89%是其它人中，6.57%是混血儿。西班牙裔或拉丁美洲裔的人占3.55%。
市内的954户中越33.0%有18岁以下的未成年人、40.9%是结婚夫妇、17.8%是带孩子的单身妇女、36.1%不是家庭、32.6%是单身汉、15.3%有65岁以上的老年人。平均每户有2.48人，每个家庭的平均大小为3.13人。
市内的人口结构为28.3%的人在18岁以下、9.0%的人在18至24岁之间、27.0%的人在25至44岁之间、20.1%的人在45至64岁之间、15.5%的人在65岁以上。平均年龄为34岁。女子对男子的性别比为100：87.7，18岁以上的成年人的性别比为100：82.0。
市内每户的平均年收入为21,875美元，每个家庭的平均年收入为25,592美元。男子的平均年收入为20,212美元，女子的平均年收入为17,039美元。人均年收入为10,700美元。约21.4%的家庭或者25.9%的居民生活在贫困线以下，其中包括35.1%的未成年人和22.3%的老年人。

## 历史
傑里是以斯坦德·沃提（Stand Watie）的侄子杰里·沃什伯恩（Jay Washburn）命名的。1908年12月8日特拉華縣评选县府时它获选。1912年1月5日奧克拉荷馬州最高法院决定选择杰里为县法院的驻地，特拉華縣的法院从此移到杰里。1911年6月27日杰里的法院发生火灾，摧毁了大部分法院档案。

## 轶事
杰里是奧克拉荷馬州唯一从未有过铁路链接的三个县府之一。
托米·莫里森在杰里出生。